# Институт Генплана Москвы
ГАУ «Научно-исследовательский и проектный институт Генерального плана города Москвы» (ГАУ «Институт Генплана Москвы») — научно-исследовательская и проектная организация города Москвы. Подведомствен Комитету по архитектуре и градостроительству города Москвы (Москомархитектура). В состав Института входят научно-проектные и административные подразделения. В Институте работает Научно-технический совет, отраслевые секции: социально-экономическая, экологическая, архитектурно-планировочная, методологии градостроительного планирования и проектирования, секция инженерно-транспортной инфраструктуры, информатизации и автоматизации.

## История
В 1918 году при Моссовете были созданы архитектурные мастерские во главе с известными архитекторами Алексеем Щусевым и Иваном Жолтовским, которые совместно разработали план «Новая Москва». Для разработки Генерального плана Москвы в 1932 году при Президиуме Горисполкома и Моссовета был создан Архитектурно-планировочный комитет (Архплан). В него вошли 39 человек, в том числе Анатолий Луначарский, Владимир Семёнов, A. M. Заславский,  Николай Ладовский, Каро Алабян,  Борис Иофан,  Алексей Щусев,  Владимир Щуко, Виталий Долганов.
Следующим шагом стало формирование в 1933 году Отдела планировки Моссовета и 11 планировочных мастерских. На тот момент Мастерской Генерального плана руководил С. А. Болдырев. В 1941 году было образовано Архитектурно-планировочное управление Моссовета (АПУ). 6 апреля 1951 года постановлением Совета Министров СССР «Об укрупнении проектных организаций и ликвидации мелких проектных контор» на базе архитектурно-планировочных мастерских Мосгорисполкома года был создан Научно-исследовательский и проектный институт Генплана Москвы. В 1966 году преобразованный в НИ и ПИ Генплана Москвы (Научно-исследовательский и проектный институт Генерального плана города Москвы). В рамках работы над десятилетним планом реконструкции Москвы институтом разрабатывались различные варианты размещения строительства, проводился их сравнительный технико-экономический анализ. 01.02.1952 г. Правительство СССР утвердило 10-летний план реконструкции Москвы на 1951—1960 гг. В градостроительном отношении он предполагал развитие планировочной структуры города, намеченное Генпланом 1935 г.,
положено начало новых принципов строительства МКАД.

## Основные виды деятельности
- Разработка и мониторинг реализации генеральных планов городов;
- Методические и прикладные исследования в области урбанистики;
- Разработка проектов городских объектов любой сложности и назначения: жилищного строительства, торговли, производственных и промышленных объектов различных функций и площадей: от групп зданий до функциональных зон на территории города, транспортных объектов, социальной инфраструктуры, инженерной инфраструктуры;
- Работа в области охраны архитектурного и историко-культурного наследия (отдельных зданий, групп зданий, планировочных структур города);
- Ландшафтное и садово-парковое проектирование, разработка и реализаций проектов по охране и использованию природного наследия;
- Организация профессиональной деятельности в области урбанистики, в том числе организация международных конкурсов и привлечение выдающихся иностранных специалистов к обсуждению урбанистических проблем города;
- Институт выполняет все виды предпроектных, проектных, научно-исследовательских, законопроектных, нормативно-методических работ;
- Идёт работа над созданием баз данных и информационных систем в сфере градостроительства;
- Ведётся редакционно-издательская деятельность.

В числе выполненных проектов — Генеральный план города Москвы, схемы территориального планирования Российской Федерации, субъектов Российской Федерации, муниципальных районов, генеральные планы городских округов, поселений, а также городских агломераций.

## Генпланы Москвы
Последние из существовавших генпланов Москвы были разработаны в НИ и ПИ:
- Генеральный план развития Москвы 1971 г.
- Генплан развития Москвы до 2025 года (2010[5][6]; электронная версия)
- Генеральный план развития города Москвы 1998 года (4-й генплан)[7]

## Руководители
- 1951—1953 — Устинов, Александр Александрович
- 1953—1967 — Евстратов, Николай Фёдорович
- 1967—1983 — Мишарин, Сергей Дмитриевич
- 1983—1988 — Иванов, Валентин Иванович
- 1988—1998 — Горбанев, Ростислав Васильевич[8]
- 1998—2004 — Коротаев, Владимир Прохорович
- 2004—2011 — Ткаченко, Сергей Борисович[9]
- 2011—2013 — Мавлютов, Эрнст Филсурович[10][11][12]
- 2013—2015 — Нигматулина, Карима Робертовна (и. о. директора)[13]
- 02.2015-05.2015 — Диденко, Олег Владимирович[14]
- 05.2015 — 06.2016 Крестмейн, Михаил Германович (и. о. директора)[15]
- 06.2016 — 12.2018 Гармаш, Оксана Алексеевна (директор)[16]
- 12.2018 — н. в. Гук, Татьяна Николаевна (директор)[17]